# Lessons in Violence
Albums de Exodus
Good Friendly Violent Fun
(1991) Force of Habit
(1992)
Lessons in Violence est une compilation du groupe de thrash metal américain Exodus, sortie en 1992 sous le label Combat Records.
Cette compilation est composée des titres du groupe ayant eu le plus de succès. Certains titres sont chantés par Paul Baloff, d'autres par Steve Souza, qui ont été les deux chanteurs du groupe de ses débuts jusqu'à cet album.
Le nom de la compilation est une référence au titre A Lesson in Violence provenant de leur premier album, Bonded by Blood.
Il s'agit de la dernière production du groupe avec Rob McKillop à la basse.
Le musicien John Tempesta est le batteur sur la reprise du groupe AC/DC Dirty Deeds Done Dirt Cheap.

## Musiciens
- Paul Baloff - Chant sur les titres 1, 2, 5, 6 et 10
- Steve "Zetro" Souza - Chant sur les titres 3, 4, 7 et 8
- Gary Holt - Guitare
- Rick Hunolt - Guitare
- Rob McKillop - Basse
- Tom Hunting - Batterie sur les titres 1 à 8 et 10
- John Tempesta - Batterie sur le titre 9

## Liste des morceaux
1. Bonded by Blood - 3:48
2. Exodus - 4:09
3. Chemi-Kill - 5:46
4. The Toxic Waltz - 4:51
5. A Lesson in Violence - 3:49
6. Piranha - 3:50
7. Brain Dead - 4:18
8. Fabulous Disaster - 4:54
9. Dirty Deeds Done Dirt Cheap - 4:43 (reprise du groupe AC/DC)
10. And Then There Were None - 4:44